# Großsteingrab Bülitz
Das Großsteingrab Bülitz ist eine megalithische Grabanlage der jungsteinzeitlichen Tiefstichkeramikkultur nahe Bülitz, einem Ortsteil der Stadt Bismark (Altmark) im Landkreis Stendal, in der Altmark in Sachsen-Anhalt.

## Lage
Die Anlage befindet sich 900 m westlich von Bülitz, auf dem „Großen Trappenberg“, unmittelbar an der Gemarkungsgrenze zu Beesewege.
In der näheren Umgebung gibt es mehrere weitere Großsteingräber. Etwa 1 km südwestlich liegt das Großsteingrab Beesewege, 1,8 km nordnordöstlich das Großsteingrab Hohenwulsch-Friedrichsfleiß und 2,2 km südöstlich das Großsteingrab Kläden.

## Forschungsgeschichte

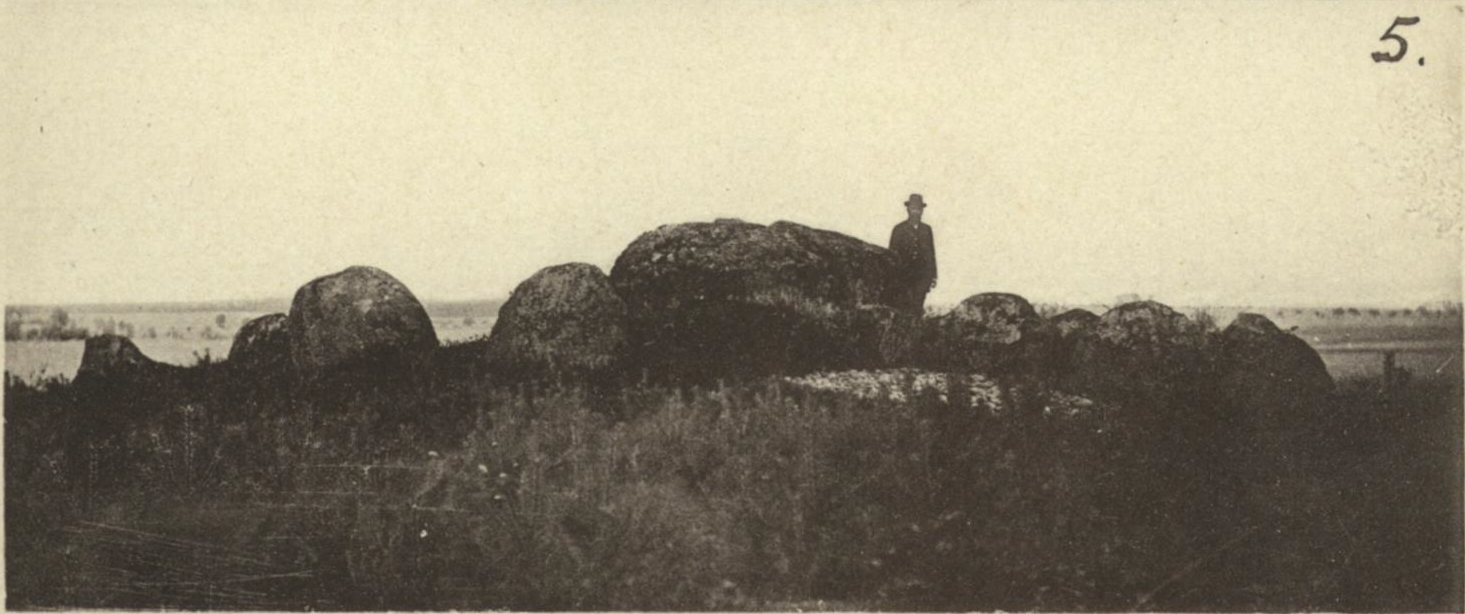
Foto des Grabes Bülitz nach Krause/Schoetensack

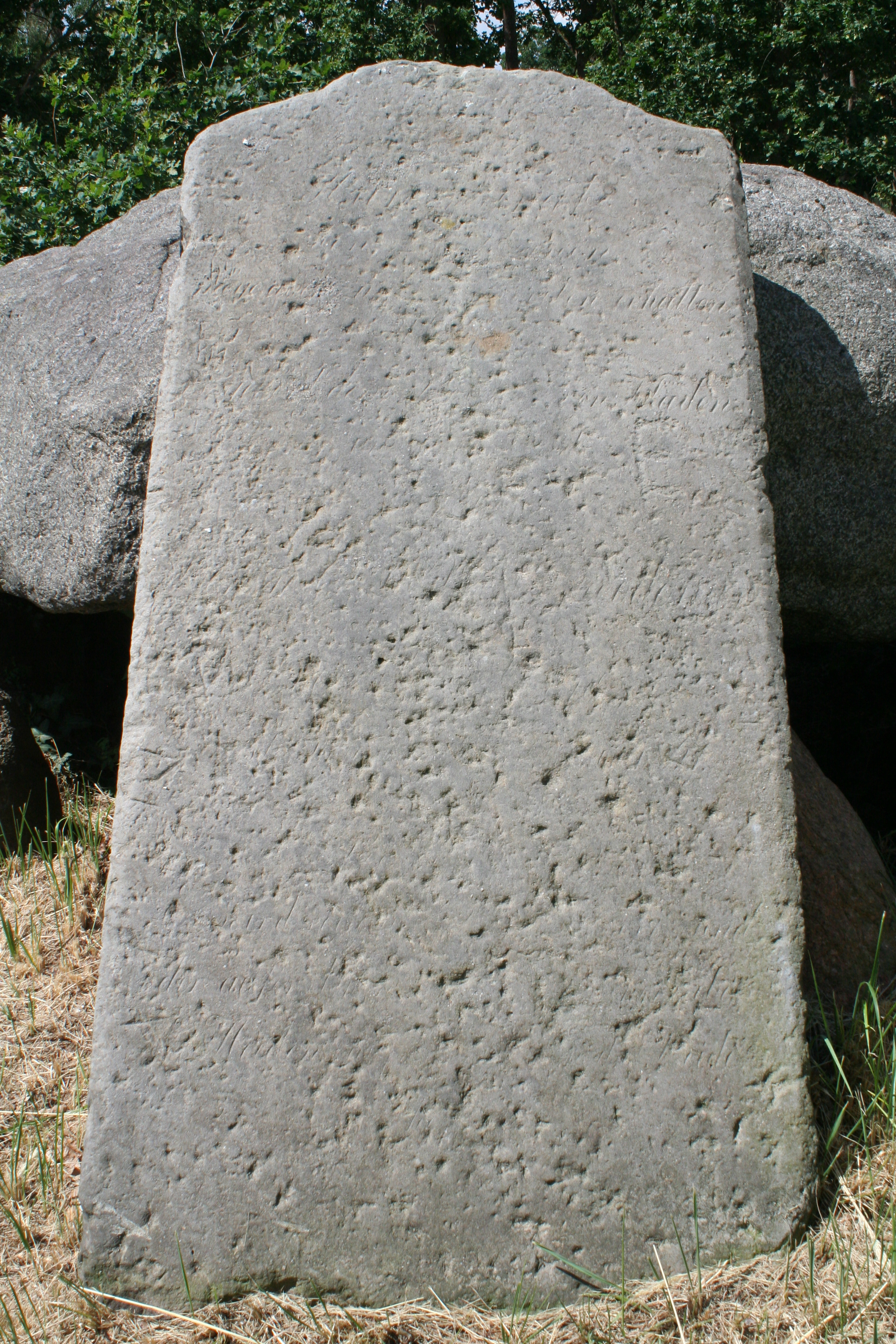
Gedenktafel für den Kauf des Grabes durch Alexander von Lewetzow

### 19. Jahrhundert
Das Grab wurde erstmals 1843 durch Johann Friedrich Danneil beschrieben.
Das Grab wurde im 19. Jahrhundert, ebenso wie das Großsteingrab Kläden, vom Domherrn Alexander von Levetzow gekauft, um es vor der Zerstörung zu bewahren. Hiervon zeugt eine an die Nordseite des Grabes gelehnte Sandsteintafel mit einer mittlerweile verwaschenen Inschrift.
In den 1890er Jahren führten Eduard Krause und Otto Schoetensack eine erneute Aufnahme der Großsteingräber der Altmark durch.

### 21. Jahrhundert
2003–04 erfolgte eine weitere Aufnahme und Vermessung aller noch existierenden Großsteingräber der Altmark als Gemeinschaftsprojekt des Landesamts für Denkmalpflege und Archäologie Sachsen-Anhalt, des Johann-Friedrich-Danneil-Museums Salzwedel und des Vereins „Junge Archäologen der Altmark“. Seit September 2020 ist das Grab eine Station des archäologischen Wanderwegs „Hünengräber-Rundweg Bismark“.

## Beschreibung

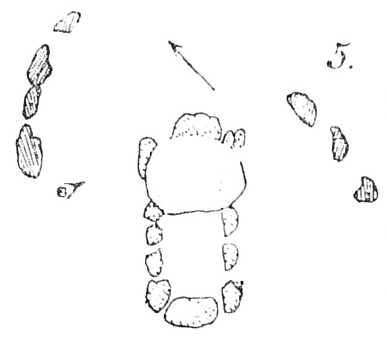
Grundriss des Grabes Bülitz nach Krause/Schoetensack

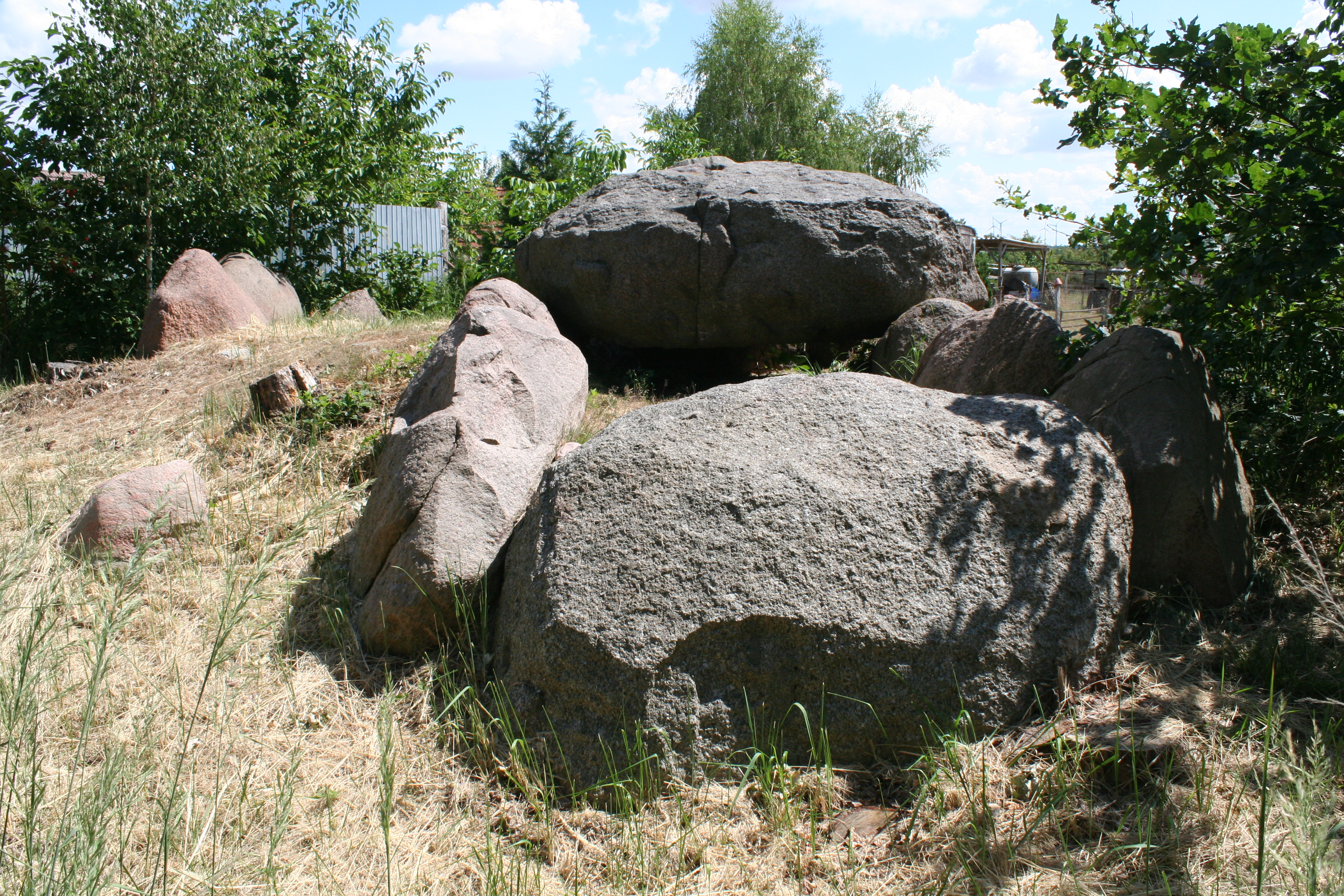
Die Grabkammer

Das Grab gehört zum Typ der Großdolmen und besitzt eine Hügelschüttung, der sich innerhalb einer Einfassung befindet und eine Höhe von 0,9 m erreicht. Die Einfassung ist größtenteils zerstört. Sie besteht nur noch aus sechs Steinen und erreicht eine Breite von 9,4 m. Johann Friedrich Danneil fand sie 1843 noch in sehr gutem Zustand vor. Er beschrieb sie als trapezförmig mit einer Länge von 26,7 m und einer Breite zwischen 8,8 m und 10,0 m. Sie besaß zu dieser Zeit noch besonders große Wächtersteine.
Die Grabkammer ist nordost-südwestlich orientiert und besteht aus zwölf Tragsteinen und einem von ursprünglich vermutlich drei Decksteinen. Der Deckstein misst 3,5 m × 2,7 m × 1,3 m. Die Kammer ist wie die Umfassung trapezförmig. Sie hat eine Länge von 5,7 m und eine Breite zwischen 1,7 m und 2,2 m, ihre Höhe beträgt 0,7 m.